# Glycosia luctifera
Glycosia luctifera är en skalbaggsart som beskrevs av Leon Fairmaire 1878. Glycosia luctifera ingår i släktet Glycosia och familjen Cetoniidae.

## Underarter
Arten delas in i följande underarter:
- G. l. doubleti
- G. l. dureli
- G. l. louisae